# 淡海機廠
淡海機廠（英文：Danhai Depot）是新北捷運淡海輕軌(綠山線、三芝線、藍海線、八里線)的一座機廠，站址位於新北市淡水區設立的V11崁頂站站旁，已於2020年通車啟用。地址是新北市淡水區新市六路一段161號。

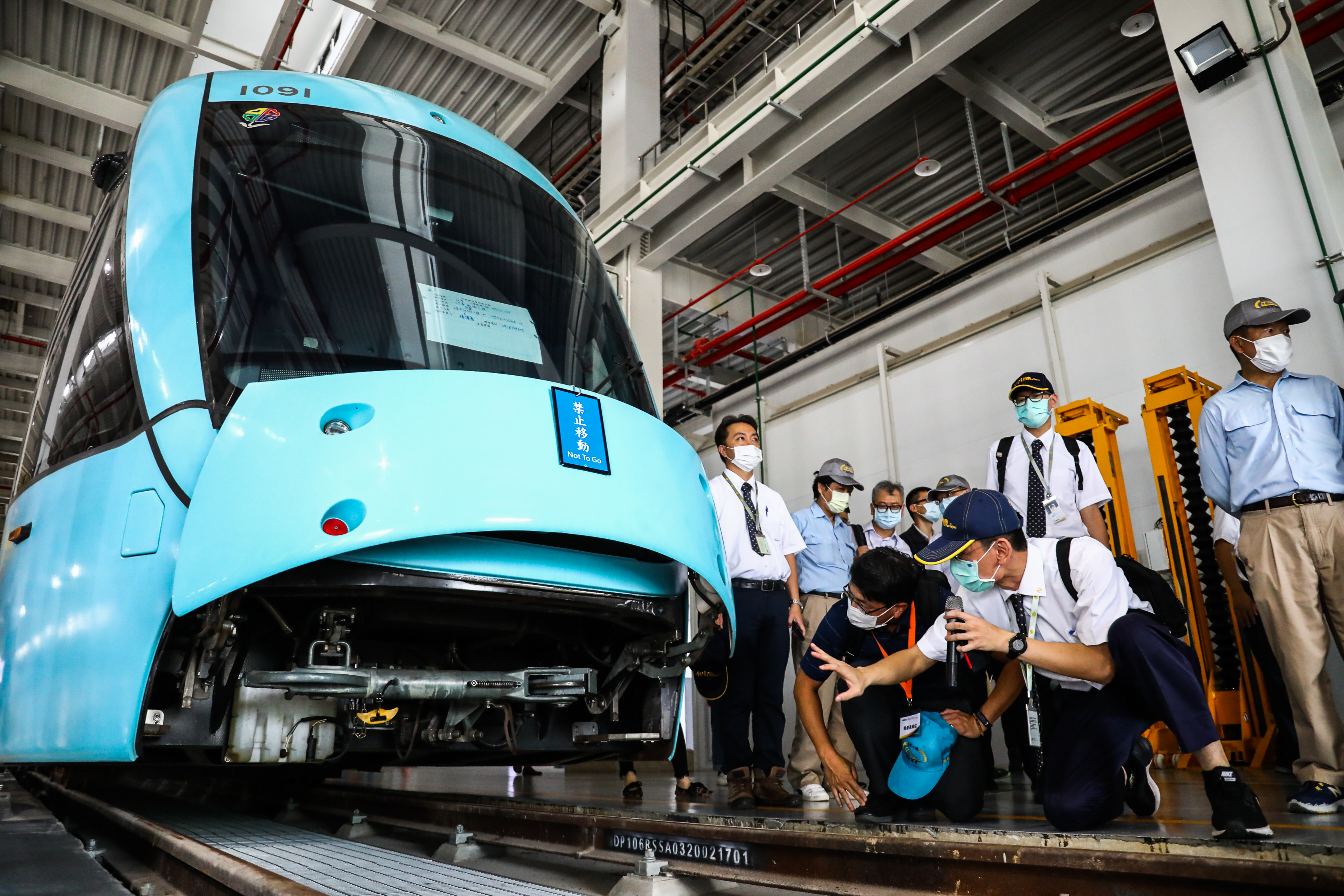
淡海機廠內部

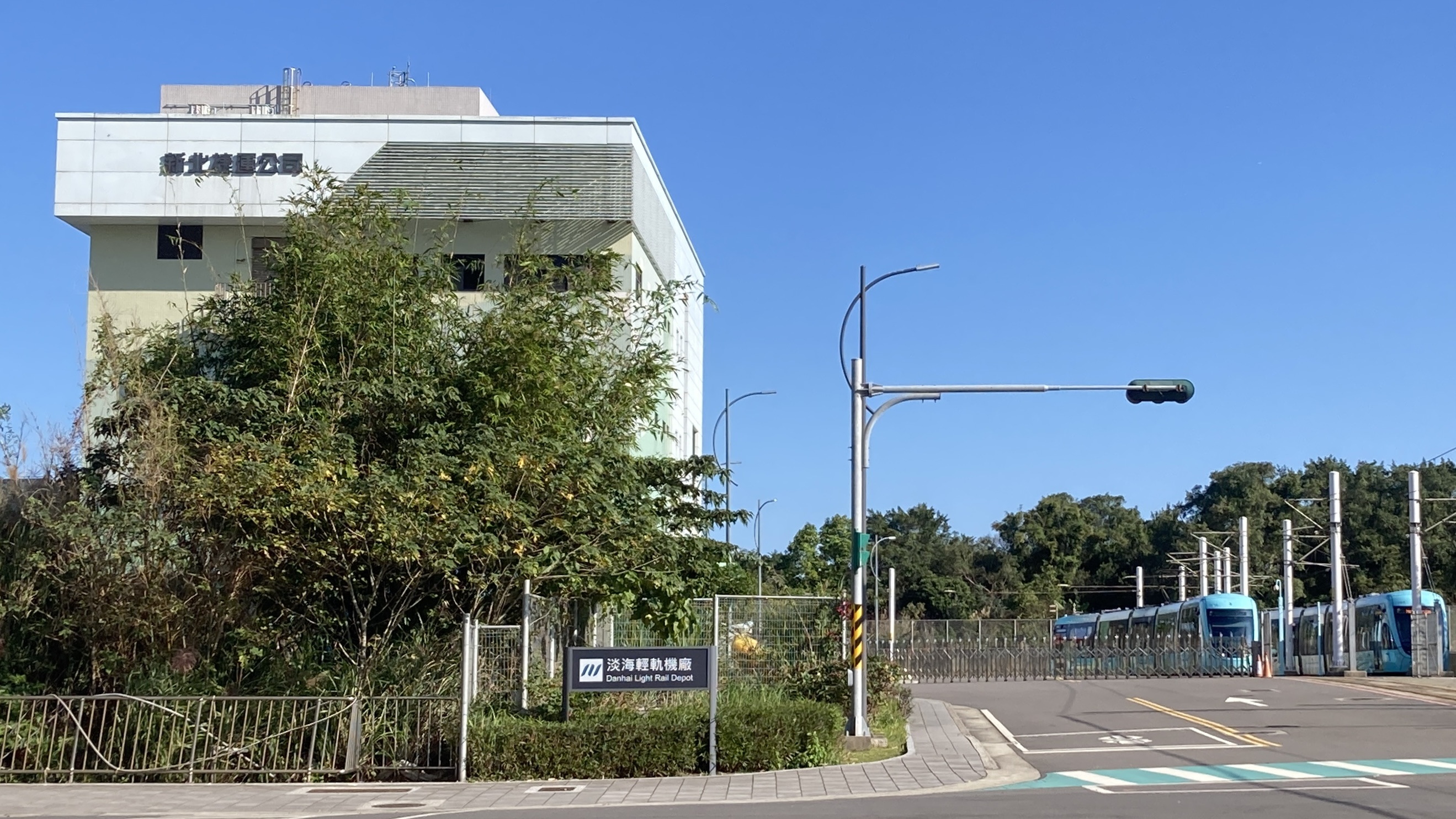
淡海機廠外觀

## 機廠位置與結構
- 地理位置：位於新北市淡水區新市六路一段161號。
- 廠房規模：五級修護廠。
- 面積：約5.38公頃。
- 駐車容量：可容納16列車。